# Срюбко, Андрей Васильевич
Андрей Васильевич Срюбко (укр. Андрій Васильович Срюбко, род. 21 октября 1975, Киев) — украинский хоккеист, правый защитник, тафгай. В настоящее время[какое?] главный тренер сборной Украины.

## Карьера
Тренировался у Юрия Павлова. Поначалу играл с командой 1976 года рождения, так как не дотягивал до уровня своей возрастной группы. По воспоминаниям тренера, он многое не умел, но компенсировал это большими стараниями.
Выступал за «Сокол» и ШВСМ (Киев), «Камлупс Блэйзерс» (ЗХЛ), «Лэнгли Тандер» (BCHL), «Толедо Сторм» (ECHL), «Лас-Вегас Тандер» (ИХЛ), «Порт-Гурон Бордер Кэтс» (UHL), «Форт-Уэйн Кометс» (ИХЛ), «Юта Гриззлиз» (ИХЛ), «Грэнд-Рэпидс Гриффинс» (ИХЛ), «Сиракьюз Кранч» (АХЛ), «Молот-Прикамье» (Пермь), «Амур» (Хабаровск), ХК МВД (Тверь), «Торпедо» (Нижний Новгород), ХК «Дмитров», ХК «Кубань» (Краснодар).
В составе национальной сборной Украины провел 106 матчей (16 голов, 8 передач), участник зимних Олимпийских игр 2002, участник чемпионатов мира 2001, 2003, 2004, 2005, 2006, 2007, 2008 (дивизион I), 2009 (дивизион I), 2010 (дивизион I) и 2011 (дивизион I). В составе молодёжной сборной Украины участник чемпионата мира 1994 (группа B).

## Достижения
- Победитель высшей лиги России 2005 года
- Чемпион Украины 2009 года
- Чемпион мира среди молодёжи 1994 (группа B)